# ماركوني ريبيرو سوزا
ماركوني ريبيرو سوزا هو لاعب كرة قدم برازيلي في مركز الدفاع، ولد في 22 يونيو 1988 في تيكسيرا دي فريتاس في البرازيل. لعب مع نادي أميريكانو ونادي إيبيتانغا ونادي بوا إيسبورت ونادي سكندربيو كورتشه ونادي فيتوريا.

## وصلات خارجية
- ماركوني ريبيرو سوزا على موقع قاعدة بيانات كرة القدم.إي يو (الإنجليزية)
- ماركوني ريبيرو سوزا على موقع Soccerway.com (الإنجليزية)